# Beauvois-en-Vermandois
Beauvois-en-Vermandois ist eine französische Gemeinde mit 257 Einwohnern (Stand: 1. Januar 2022) im Département Aisne in der Region Hauts-de-France; sie gehört zum Arrondissement Saint-Quentin und zum Kanton Saint-Quentin-1. 

## Geografie
Die Gemeinde Beauvois-en-Vermandois liegt an der Grenze zum Département Somme, etwa 13 Kilometer westlich von Saint-Quentin. Im Norden der Gemeinde verläuft die Autoroute A29 von Le Havre über Amiens nach Saint-Quentin. Umgeben ist Beauvois-en-Vermandois von den Nachbargemeinden Trefcon und Caulaincourt im Norden, Attilly im Nordosten, Vaux-en-Vermandois im Osten und Südosten, Germaine und Foreste im Süden, Ugny-l’Équipée im Südwesten, Lanchy im Westen sowie Tertry im Nordwesten.

## Bevölkerungsentwicklung
| Jahr                       | 1962 | 1968 | 1975 | 1982 | 1990 | 1999 | 2006 | 2013 | 2021 |
| Einwohner                  | 307  | 261  | 275  | 258  | 304  | 306  | 283  | 284  | 252  |
| Quellen: Cassini und INSEE |      |      |      |      |      |      |      |      |      |

## Sehenswürdigkeiten

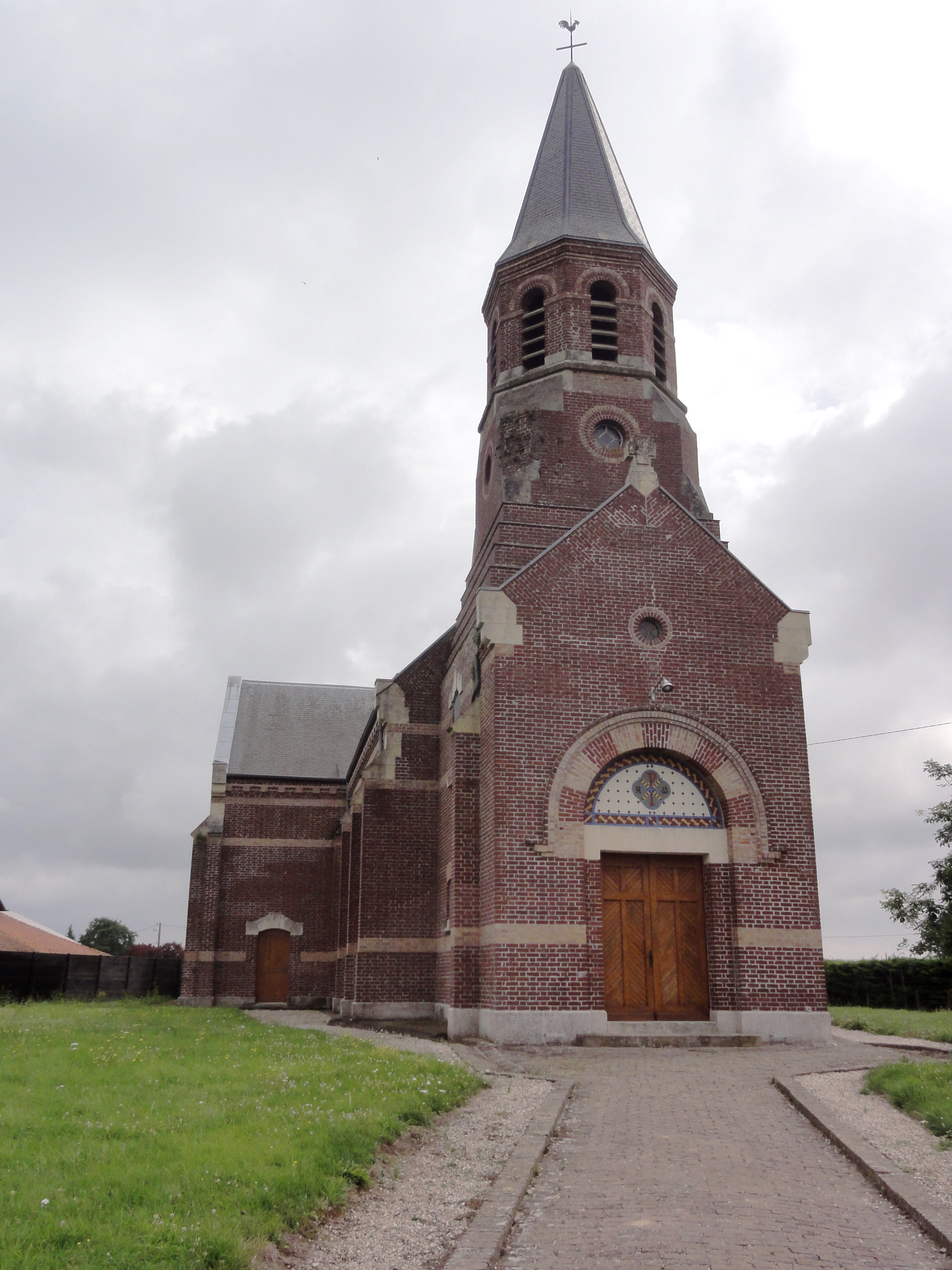
Kirche Notre-Dame-de-l’Assomption

- Kirche Notre-Dame-de-l’Assomption
- Kapelle Notre-Dame-de-Bon-Secours